# Овальный (вулкан)
Овальный — потухший вулкан на полуострове Камчатка, Россия.
Данный вулкан относится к Западному вулканическому району Срединного вулканического пояса. Он находится в междуречье рек Переваловая и Жгачка (правые притоки реки Тигиль).
Форма вулкана - пологий правильный щит. В географическом плане формация близка по форме к окружности с диаметром 10 км, занимает площадь 65 км², объём изверженного материала 9 км³.
Абсолютная высота — 731 м, относительная — 350 м.
Деятельность вулкана относится к средне-верхнечетвертичному периоду.